# Сордъю
Сордъю (устар. Сордь-Ю) — река в России, протекает по Республике Коми. Устье реки находится в 22 км по правому берегу реки Чуб. Длина реки составляет 43 км.

## Данные водного реестра
По данным государственного водного реестра России относится к Двинско-Печорскому бассейновому округу, водохозяйственный участок реки — Вычегда от города Сыктывкар и до устья, речной подбассейн реки — Вычегда. Речной бассейн реки — Северная Двина.
Код объекта в государственном водном реестре — 03020200212103000022637.